# 新竹都城隍廟
24°48′16″N 120°57′58″E / 24.804453°N 120.966066°E
新竹都城隍廟與法蓮寺，是位於臺灣新竹市北區中山里的城隍廟，廟身列為市定古蹟，主神為城隍信仰的都城隍爺，一旁為新竹法蓮寺。

## 歷史沿革
清高宗乾隆十二年（1747年），淡水同知曾日瑛上表朝廷，並飭地方宦紳集資於翌年（1748年）建成作為官廟的城隍廟。其廟地為墾戶王世傑1661年2月13日—1721年10月5日所獻，王世傑並捐出出租北門大街店屋之所得以維持廟務，目前廟中仍供奉其長生祿位。乾隆時的竹塹城地圖，城內就標明此廟與新竹內天后宮這兩座廟宇。
乾隆五十七年（1792年），同知袁秉義重修。清仁宗嘉慶四年（1799年），同知華清再重修，並捐建後殿以奉祀觀世音菩薩。嘉慶八年（1803年），同知胡應魁以後殿改祀城隍夫人，另在西畔現址建法蓮寺以奉觀音，並添祀十八羅漢。
臺灣日治時期明治二十九年（1896年）8－9月間臺灣曾發生瘟疫，新竹地區未傳出災情，且10月時向竹蓮寺觀音菩薩祈雨後確實下雨，故在地仕紳、士人、民眾等籌畫於隔年（明治三十年、1897年）1月6日、在城隍廟建三朝清醮，透過設壇、普渡、豎旗、張燈結綵、演酬神戲、守三齋七戒等方式叩謝神恩。
大正十三年（1924年），鄭肇基募捐日幣十多萬元，花費三年時間始修建完工，落成後建一次大醮。
臺灣戰後時期民國100年（2011年）時此廟門牌為新竹市中山路75號。

## 文化資產

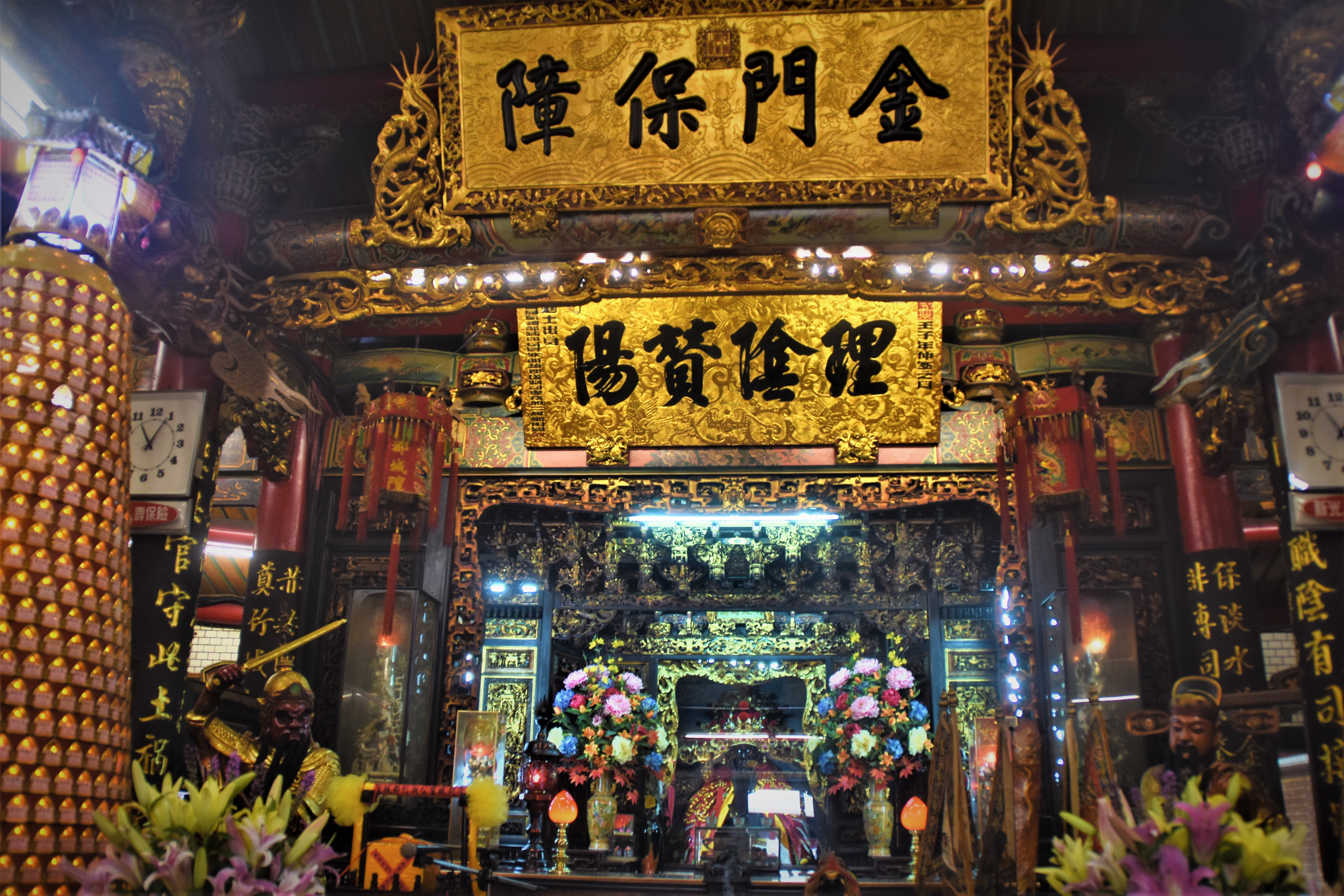
新竹都城隍廟正殿

此廟廟身在民國70年代（1980年代）列為三級古蹟。
廟前石獅子以泉州惠安黃塘玉昌湖青斗石所製，因經過長期氧化作用，表面色澤墨綠、光滑堅硬。在民國82年（1993年）10月30日，此石獅曾與新竹市議會石獅被印作郵票發售。廟前步口附壁柱有「善由此地心無愧」、「惡過我門膽自寒」一對楹聯。入口牆壁兩側「正直」、「聰明」四字，是滿州國第一任外交總長謝介石奏請皇帝溥儀賜字。廟內通樑碩大，頂為重簷，其木材主要是福州進口的杉木、樟木與檜木。
正殿正門上方的八卦藻井為泉州木匠、溪底派大師王益順製作。都城隍神像前左右立文武判官，右上座祀陰陽司，左側為糾察司、獎善司、延壽司，右邊增祿司、罰惡司、速報司，座下兩傍又列祀牛馬將軍、枷鎖將軍、范謝將軍、喜怒哀樂四位捕快、董李排爺。殿後龍柱是泉州石匠辛阿救作品。上方懸掛光緒帝「金門保障」御筆匾額、開臺進士鄭用錫獻「理陰贊陽」匾額。
彌勒殿除彌勒佛外，還有文昌帝君、西秦王爺、準提菩薩。法蓮寺為城隍廟庭所遮隔，寺容不易顯現，照地方人士說法，城隍廟屬官祀系統，但法蓮寺則為一般佛寺齋堂，故要分開。
後殿除城隍夫人外，還有其大、二少爺、六位將爺、兩旁有月下老人、註生娘娘。

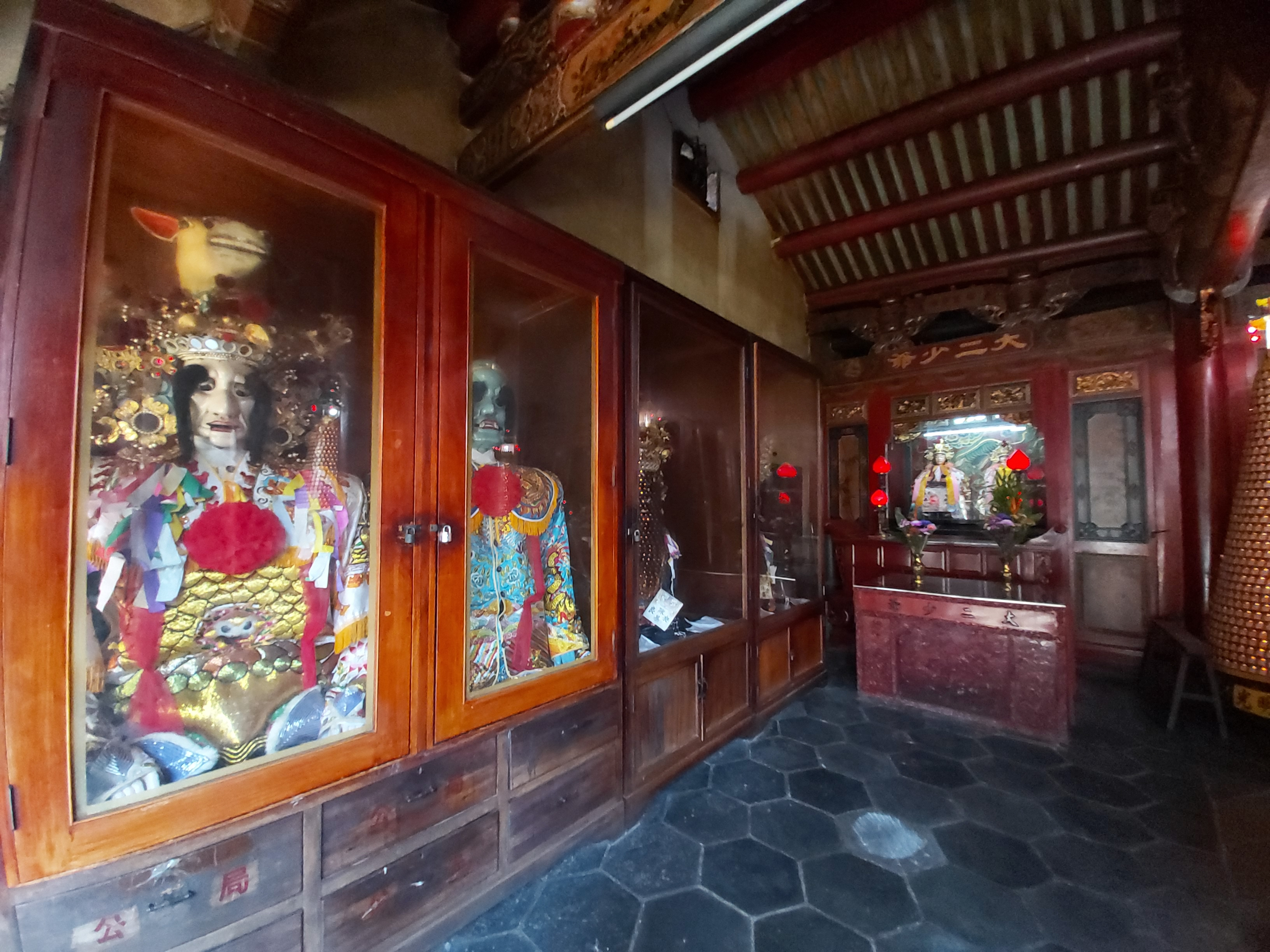
大、二少爺（圖右神龕）與六將神將
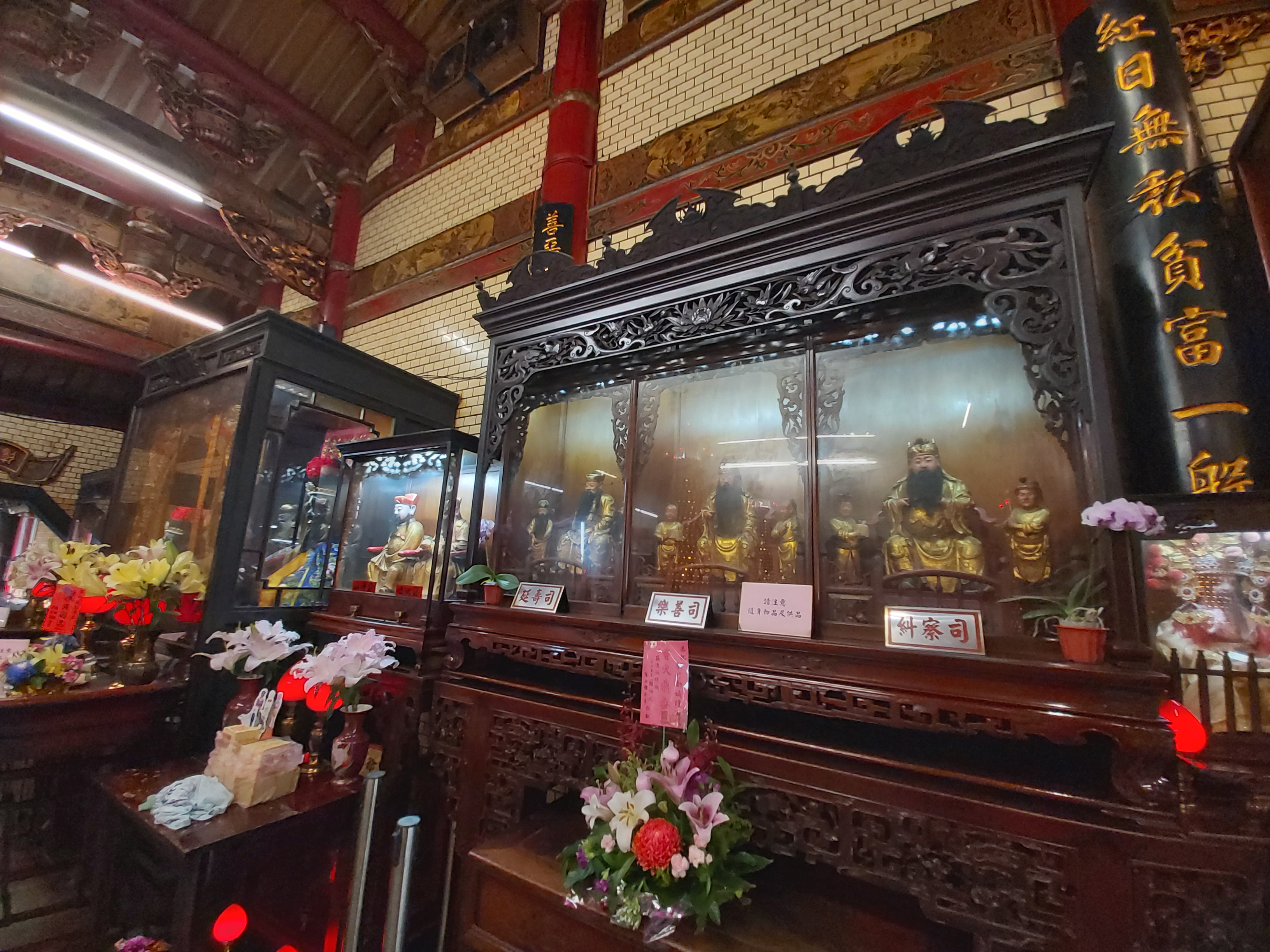
司法神祇
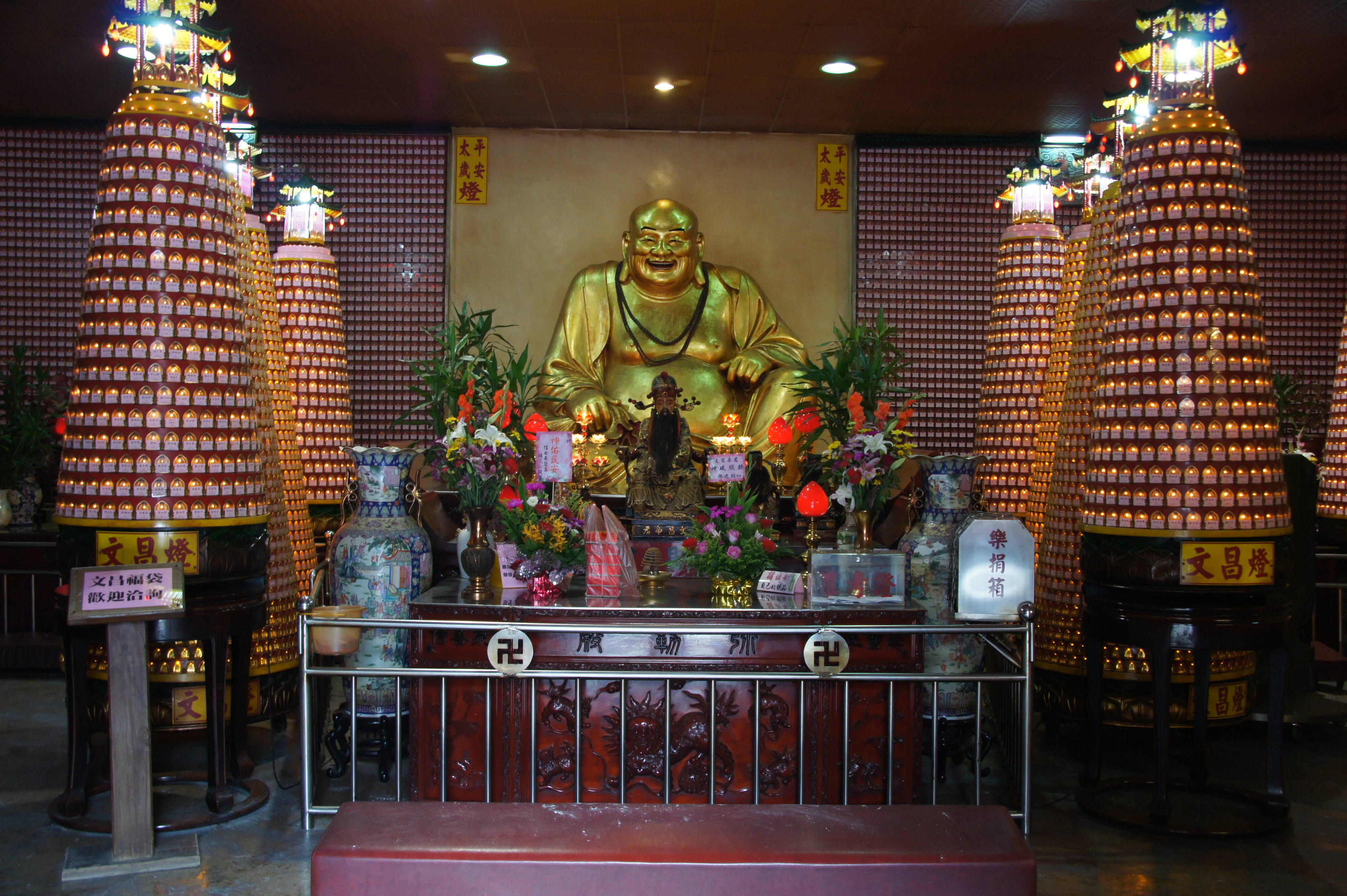
彌勒殿

## 宗教活動

### 平日參拜
外地人要到新竹市拜拜，通常都會去位在北區中山里的新竹都城隍廟。參拜順序首先是正殿前天公爐、正殿城隍爺爐，再左進法蓮寺觀音爐，寺後彌勒爐，再到後殿城隍夫人爐，完成四殿五爐的祭拜儀式。

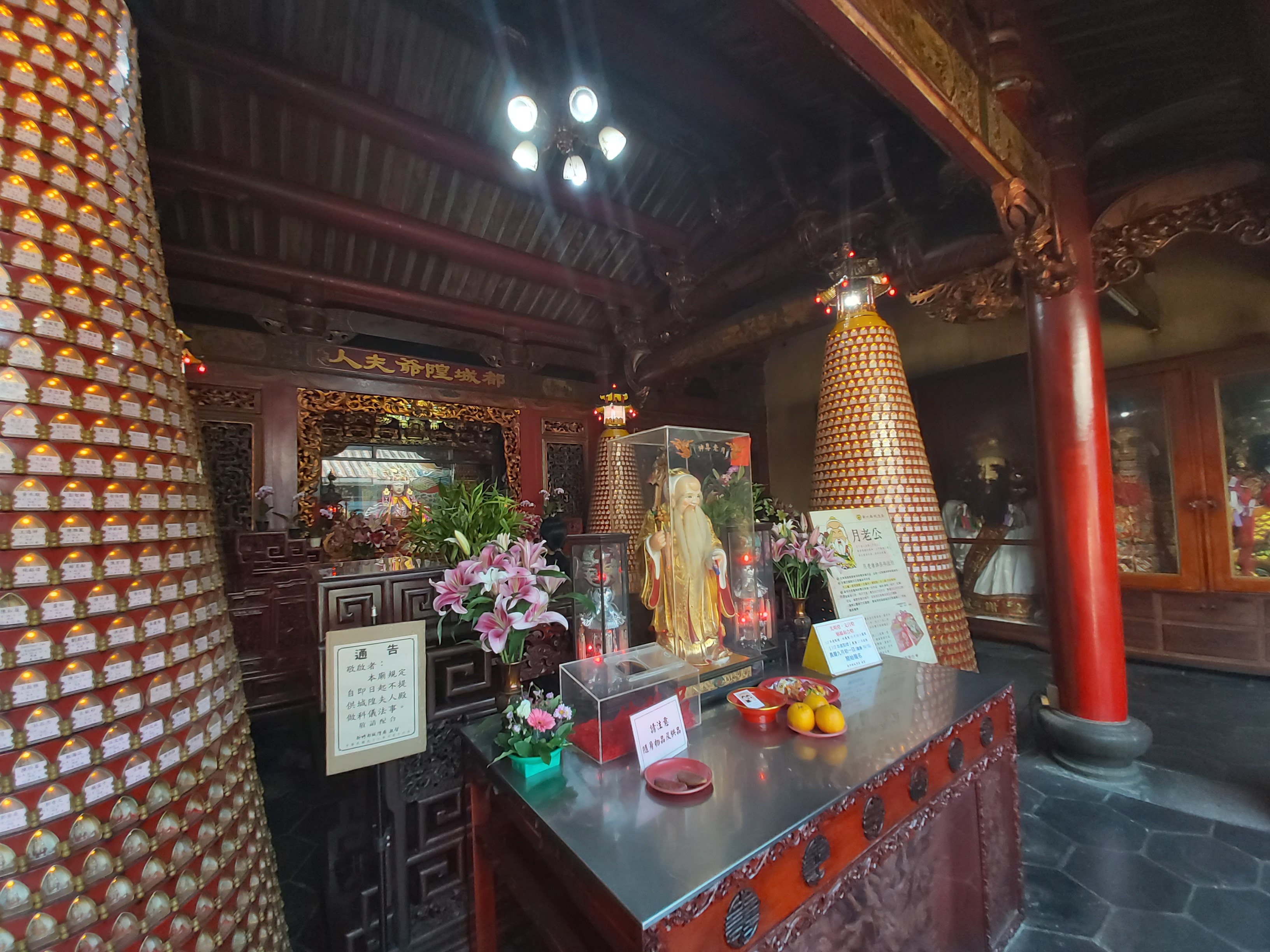
都城隍夫人與月下老人

謝介石赴滿州國前曾來此求籤、民國56年（1967年）關西鎮長陳興邦與新埔鎮長黃阿龍競選連任前也來求籤。
新竹空襲後，新竹郵電局員工集資演一場酬神戲以感謝神明護佑。
戰後新竹市的攤販就以此廟為中心圍繞擴大，使得新竹縣政府於民國47年（1958年）拆遷新竹市孔廟作為商業大樓。
新竹縣市的信徒也會來此賭咒發誓申冤，上新聞的就有新竹市的情殺案、彰化銀行新竹分行存款糾紛、北埔鄉農會超貸案、寶山鄉砍果樹案、竹東鎮木材行破產與五指山雲光寺（灶君堂）寺產爭奪案等。

### 中元祭祀

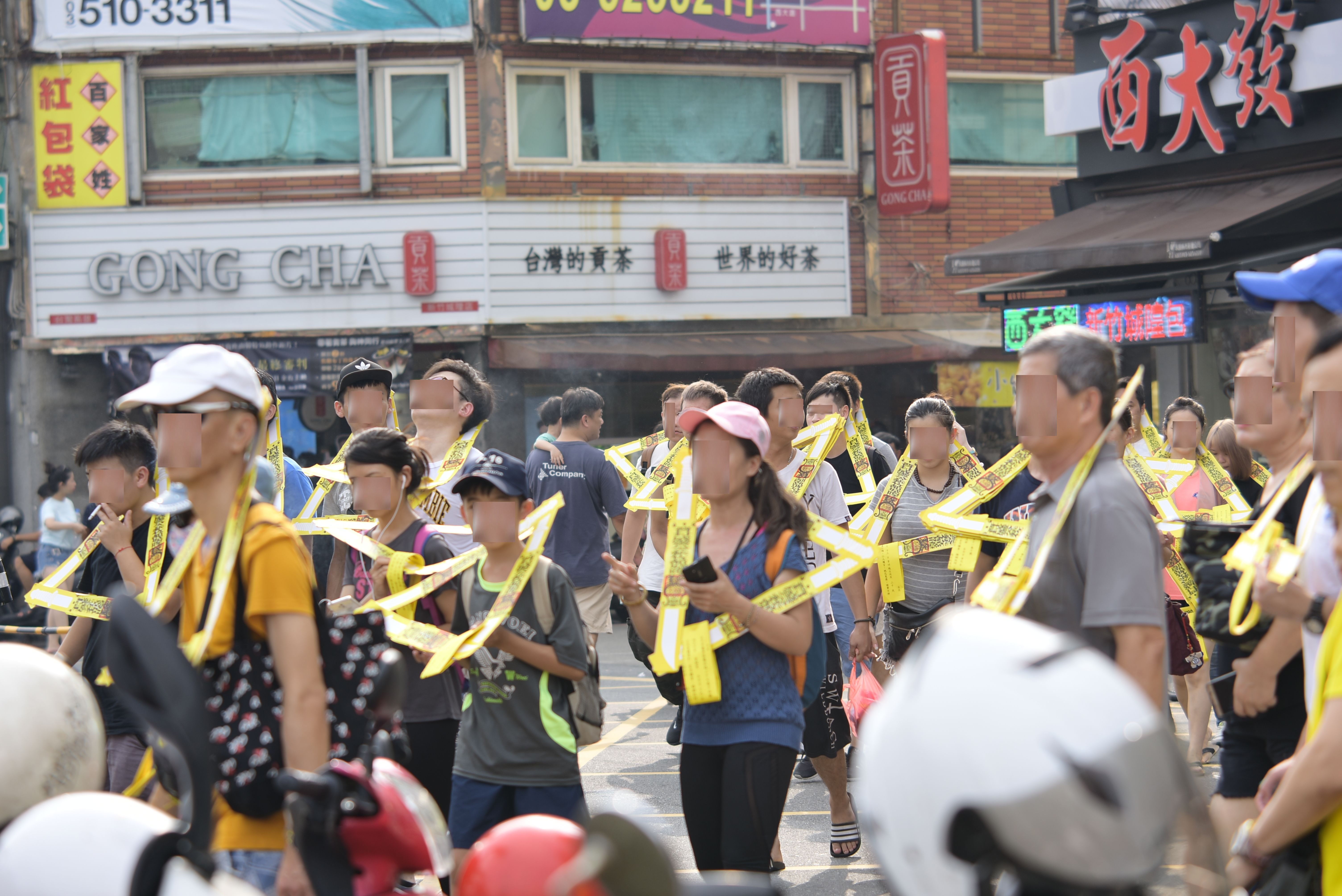
北門街商圈上的脫枷消業植福法會

民國106年（2017年）時，此廟總幹事鄭耕亞表示該廟農曆七月前後的活動依序為六月十二日陰陽司公出神龕、七月初一子時開虎門、同日下午四時陰陽司公代替城隍爺坐鎮北壇水田福德宮並進行「夯枷解厄」、七月十二城隍爺出神龕、七月十三由城隍大二少爺「查夜暗訪」先走一遍城隍爺繞境路線、七月十四在繞境路線上敲鑼打鼓以通知民眾、七月十五城隍爺親自「繞境賑孤」、七月十六城隍爺至外地繞境賑孤、七月十九廟內普渡並送鬼魂前往枉死城或陰間、七月二十普渡結束城隍爺入神龕、七月三十關虎門。
七月初一開虎門的儀式代表鬼門正式打開、鬼可以自陰間到陽間活動，可能會有部分信徒感覺身體不安、運勢不順。若信徒有此感受，當日即可在城隍爺面前許願擲筊，決定服何種刑罰及夯枷的輕重，領取到紙枷及疏文後至正殿向城隍爺求枷，同時將紙枷套在頸上，由道長代讀疏文，接著跟陰陽司公遶行市區到北壇水田福德宮以還願，最後道長再主持「脫枷」解厄儀式並焚化紙枷，完成整個儀式。至於陰陽司公則會駐駕水田福德宮十五天，聽取眾土地公回報一年來的民情，待農曆七月十五再向出巡的城隍爺回報。民國106年（2017年）時此廟總幹事鄭耕亞也表示過去農曆四－六月香客較少，當年附近則無明顯差別，同年在Facebook上直播開虎門活動共有八千多人按讚、十七多萬次瀏覽，其中不乏認為很有意義、希望未來參加的留言；參與夯枷活動人數也有增加，甚至有外國人參與。
七月十五為城隍爺親自「繞境賑孤」之日，早期城隍爺會在繞境時接受各家奉茶、送禮，後因日治時期北門鄭家申請修建城隍廟，再加上鄭家出有鄭用錫進士、在崇祀鄉賢的「文官下轎、武官下馬」禮制之下，城隍爺會到鄭氏家廟休息，接受鄭家子弟拭塵、奉茶，及進獻以雞蛋墊底的燕窩後離去，稱為「鄭厝貢燕」。
新竹市各寺廟原同時舉辦中元祭祀，後來可能因市場上難以供應足夠貨品，遂分開舉辦，最先是南壇大眾廟的農曆七月十二，再來為七月十五日的城隍廟城隍爺出巡、七月十九城隍廟普渡。之後為七月二十三的新竹長和宮接棒，最末以新竹東寧宮七月三十辦法會、八月初一辦市場普作收尾。收尾後仍逗留在外的鬼魂則會被抓入南壇大眾廟安置。

### 城隍祝壽
城隍祝壽儀式為誕辰日農曆十一月二十九前一日晚間陸續展開，各地分靈廟及境內信眾，也都會前往都城隍廟祭祀朝拜。其分香廟有臺中都城隍廟、大甲都城隍廟、台東都城隍廟、屏東都城隍廟等。

## 傳說故事

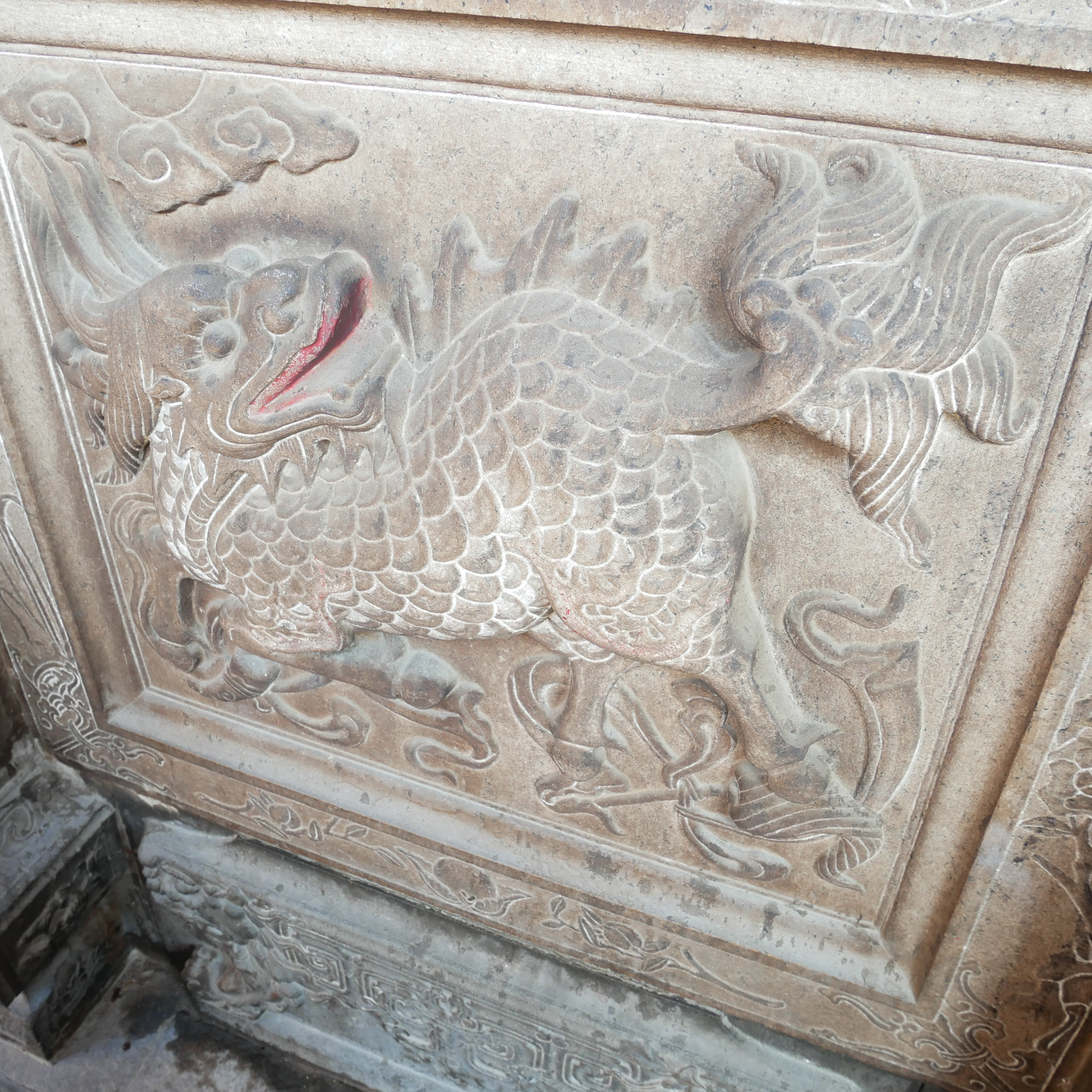
麒麟堵

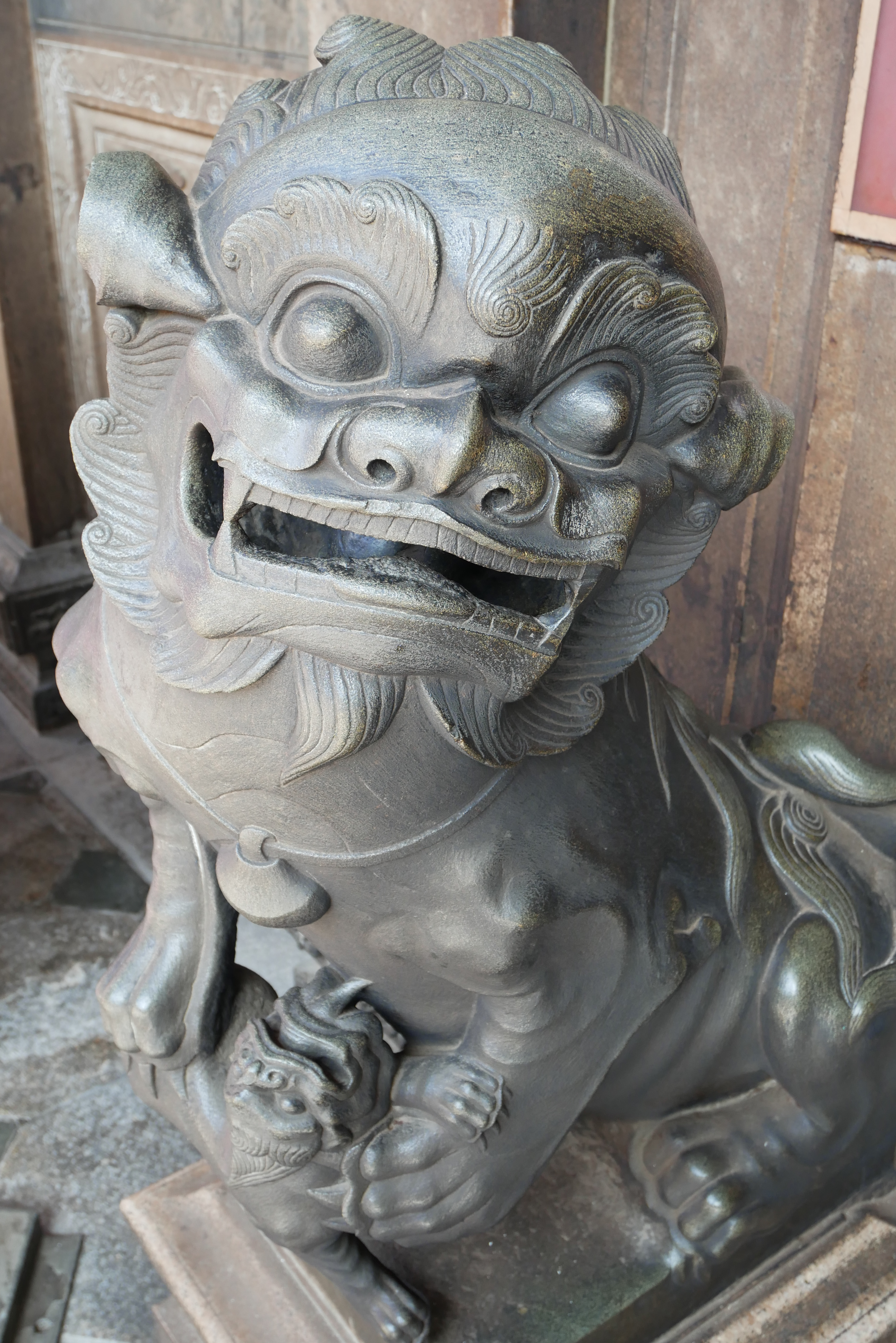
石獅

### 鯉魚穴位
據當地老人鄭煙地表示，相傳此廟過去水池與池和璧合等建物都是三魚形，乃代表魚鰭，而廟地所在為魚臍，至於魚頭即新竹關帝廟、魚尾是新竹長和宮，長和宮兩邊的愛文街與城北街是魚尾雙叉，合起來稱為「鯉魚穴」。地方耆老說，客家人在犁頭山「網穴」建立竹北蓮華寺就是要剋竹塹城「魚穴」。

### 城隍晉升
城隍依當地為京師治、省治、府州治、縣廳治之別，有福明靈王、威靈公、靈佑侯／綏靖侯、顯佑伯之封號，臺灣昔日地位最高的是臺灣府城隍廟的府城隍。乾隆廿一年（1756年）後，淡水廳署即自彰化遷至竹塹。當時的淡水廳署就設在新竹城隍廟旁的西安街上，相傳作過淡水廳同知的曹謹、曹士桂都在死後成了城隍。
光緒元年（1875年），清廷新設之臺北府暫置新竹時，新竹城隍爺也由廳級「顯佑伯」改稱府級「綏靖侯」。祭祀府城隍的臺北府城隍廟至光緒七年（1881年）才建立。
對於新竹城隍如何昇為省級都城隍，此廟總幹事鄭耕亞表示，光緒十六年（1890年），江西龍虎山張天師觀天象，以天狗居於牛郎、織女之間，有殃及臺灣海島的異象，奏請朝廷速辦法會，朝廷批准在新竹城隍廟舉行，光緒帝並欽賜「金門保障」御匾一方，再晉封新竹城隍為位階相當於行省巡撫之「威靈公新竹都城隍」。光緒十七年（1891年）由新竹仕紳林占梅、林汝梅兄弟在新竹城隍廟舉辦醮典，相傳林汝梅在此次醮典中委託張天師幫助都城隍升職。

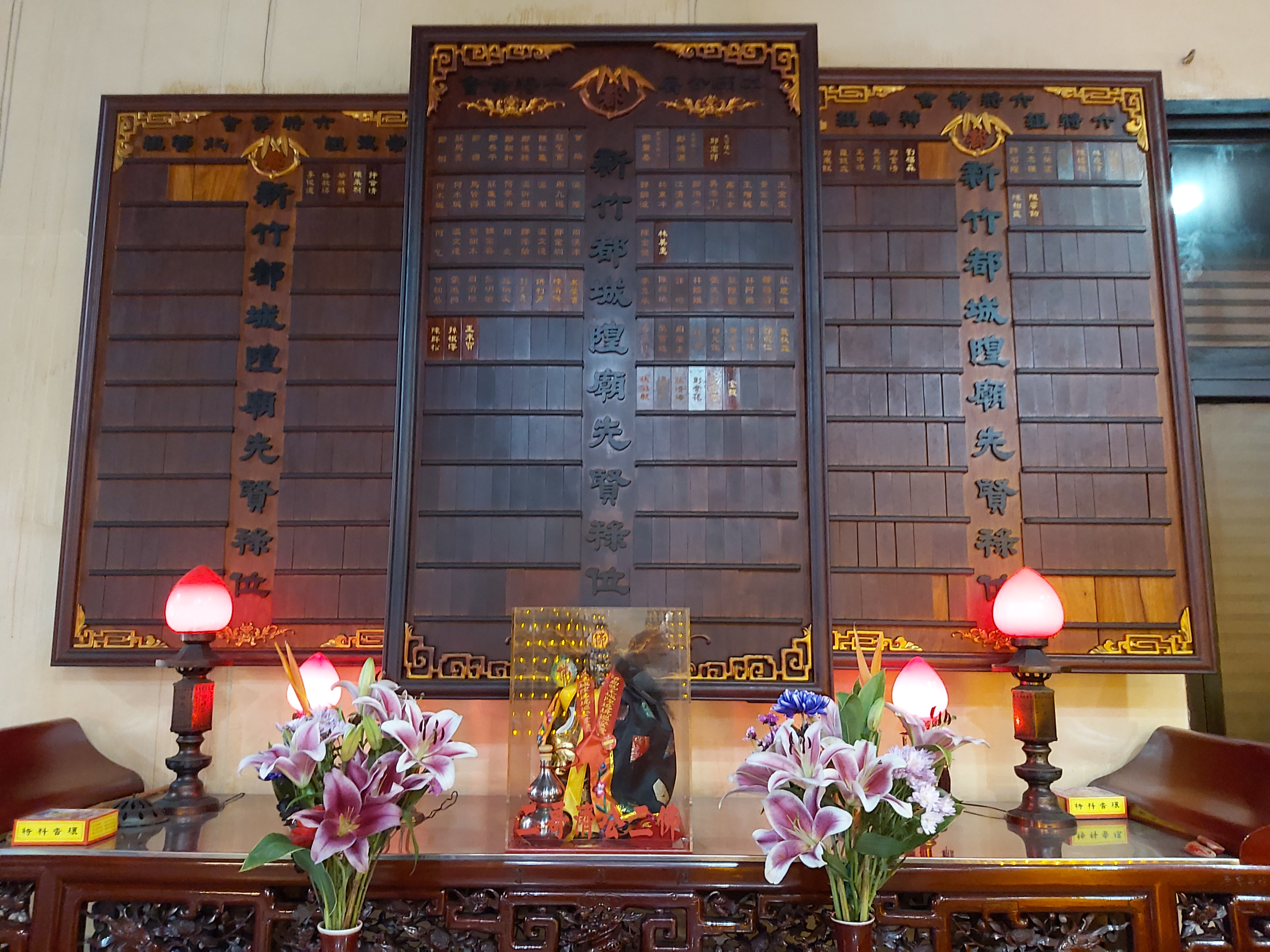
先賢祿位

別種說法還有：一、清朝有名皇子被奶媽帶到海邊遊玩，被沖到臺灣上岸後衣衫襤褸，乞食為生，數年後，淡水廳一官員經新竹城隍爺指點找到皇子，並被保舉升官，後奏請皇帝將城隍爺晉封都城隍；二，沈葆禎在大安之役奉令鎮守大安港，突生神風，敵國艦隊翻覆沈沒，以新竹城隍護國有功，奏請清廷加封都城隍；三，劉銘傳任職台灣首任巡撫時，張天師向清廷奏稱台灣將有災難，須速辦法會消災，由於臺灣省城當時還在趕工中，劉銘傳為取得在新竹辦法會正當性，將城隍連升兩級。

## 註解
1. ↑  祿位上書有「皇清檀越北莊業戶王諱世傑長生祿位」字樣[3]。同樣傳說由王世傑獻地、奉有其神位的寺廟有新竹竹蓮寺[3]、樹林頭境福宮[4]。
2. ↑  為北門鄭氏家族鄭如蘭之孫、學者暨臺灣民主化運動者鄭欽仁之父[8]。
3. ↑  亦為北門鄭氏族人，至2018年3月共擔任總幹事滿20年[14]。
4. ↑  大二少爺每年輪流進行暗訪，民國106年（2017年）時為二少爺[14]。

## 外部連結
- 官方网站
- 新竹都城隍廟的Facebook專頁
- YouTube上的